# Masahito
Masahito ist ein japanischer männlicher Vorname.

## Herkunft und Bedeutung des Namens
Da japanische Namen auch in Kanji geschrieben werden, ist die Bedeutung des Namens äußerst vielseitig und kann sich je nach Schreibweise völlig verändern.

## Bekannte Namensträger
des Vornamens Masahito und seiner Varianten:
- Prinz Hitachi von Japan (常陸宮正仁親王, Hitachi no miya Masahito Shinnō) (* 1935), Eigenname Masahito (正仁)
- Kaiser Go-Shirakawa von Japan (後白河天皇, Go-Shirakawa tennō) (1127–1192),  Eigenname Masahito (雅仁)
- Masahito Soda (曽田 正人, Soda Masahito) (* 1968), japanischer Mangaka (Comiczeichner)